# Stöcken (Rösrath)

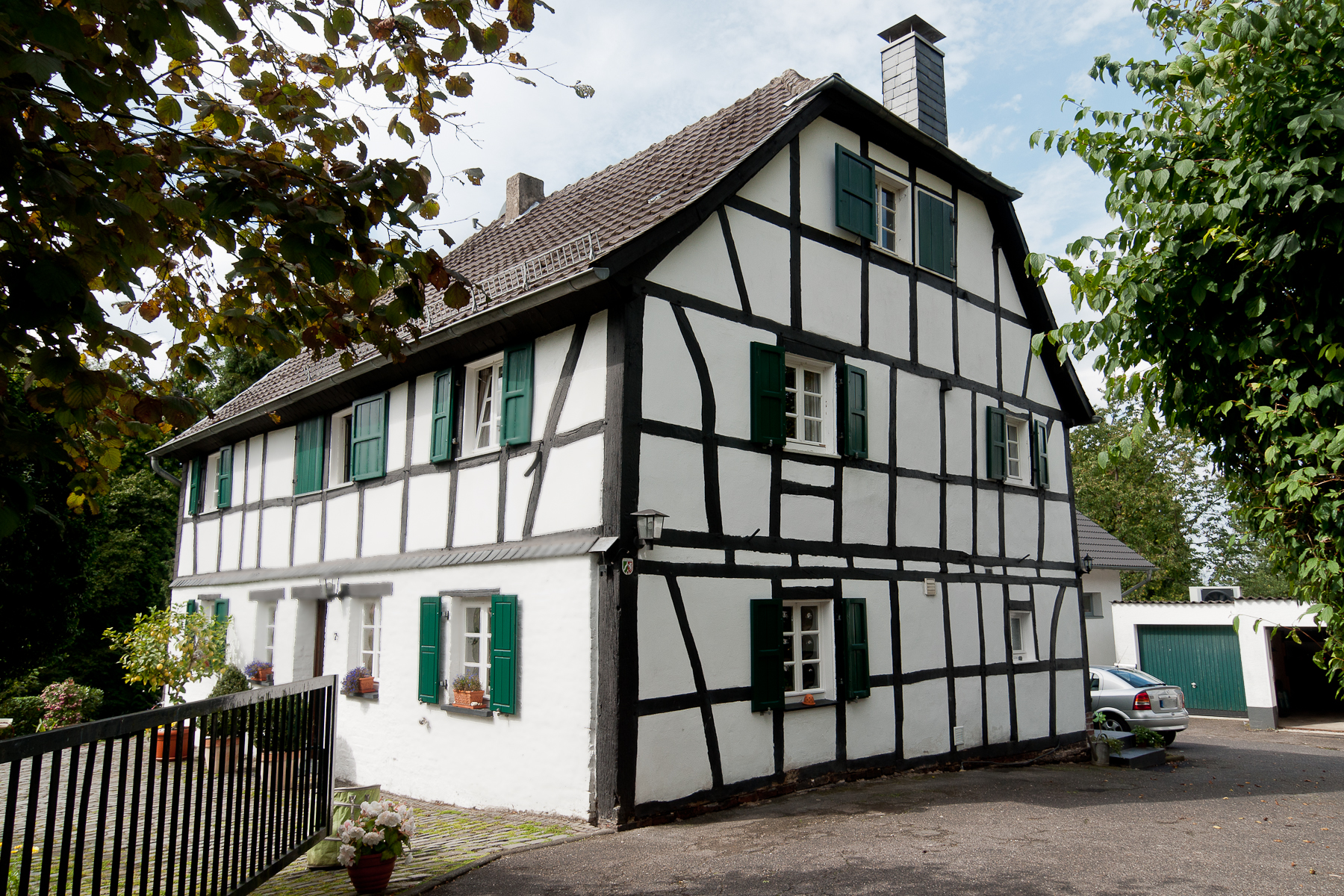
Stöcken 7 – einziges Baudenkmal des Rösrather Ortsteils Stöcken

Stöcken ist ein Ortsteil der Stadt Rösrath im Kreis Rhein-Berg bei Köln.

## Lage und Beschreibung
Der Ortsteil liegt südöstlich von Hoffnungsthal auf einer exponierten Höhenlage. Er ist natürlich gewachsen und überwiegend durch Wohnnutzung geprägt. Während der Ortskern eine geschlossene Gebäudestruktur aufweist, sind die Ortsränder teilweise undefiniert.
Südlich von Stöcken verläuft die Kreisstraße 23, die den Ortsteile mit Eigen im Osten und Hofferhof im Westen verbindet. Im Ortsteil selbst verlaufen mit Stöcken, Stöcker Weg und Stöcker Garten drei Straßen.

## Geschichte
In einem topographischen Wörterbuch des Staates Preußen wurde der Ortsteil als Bauerschaft bezeichnet, der zum Kreis Mülheim am Rhein in der Rheinprovinz gehörte und in dem 40 Einwohner lebten.

## Wissenswertes
Die Liste der Baudenkmäler in Rösrath zählt mit Stöcken 7 ein denkmalgeschütztes Gebäude auf. Es wurde 1702 erbaut und ist Nummer 14 auf der Liste.